# Muhammad Rahim Bahadur Khan I
Muhammad Rahim Bahadur Khan I fou kan de Khivà (1806 -1825). Era fill d'Iwaz Inak i germà i successor d'Iltazar Khan.
Després de la derrota i mort d'Iltazar els bukharians es van mostrar molt satisfets; van alliberar els presoners i fins i tot van donar robes d'honor als notables corasmis. Kutlugh Murad Beg fou nomenat governador de Khiva, amb títol d'Inak, i va poder marxar cap al seu país amb els presoners on se li havia de reunir Abu l-Ghazi Khan III que quedava restaurat com a kan. Però abans d'arribar Muhammad Rahim fou proclamat kan a Khivà. Kutlugh Murad va estar conforme i va restar Inak deixant el càrrec de kan al seu germà; va escriure a Bukharà exposant que no podia fer res més que el que havia fet i esperava ser perdonat i evitar un enfrontament.
Tuglugh i Muhammad Rahim van començar a restaurar la prosperitat del kanat. Primer van fer una expedició contra els uzbeks de l'Aral que va tenir poc èxit però la regió d'Aral fou devastada. Després es va revoltar Muhammad Riza Beg, l'oncle de Muhammad Rahim, al front d'una banda d'uigurs fins que fou capturat i executat; llavors el kan va cridar a sis notables uigurs amb el pretext de recompensar-los i quan hi van anar els va matar com a exemple. Després va fer (hivern) una expedició contra els kazakhs de Chekly, de Turt Kara i de Chumeky; les dues primeres hordes estaven dirigides per Shir Ghazi Sultan i la darrer per Bulki Sultan; els kazakhs atacaven la frontera i saquejaven les caravanes; atacats pels yomuds i els uzbeks van haver de pagar l'1% dels seus ramats. Després es van sotmetre els Oi i finalment els kungrats de l'Aral que eren virtualment independents; aquestos estaven encara governats per Tureh Sufi, però durant l'atac uns servidors deslleials el van atacar a la seva tenda i el van matar i van portar el cap a Muhammad Rahim que els va recompensar i els va agafar al seu servei; els aralians al saber la mort del seu cap es van sotmetre; es va nomenar un governador i Rahim es va casar amb la filla de Tureh Sufi i va retornar. Aquest enllaç el connectava amb els arabshàhides, nissaga a la qual pertanyia Tureh Sufi. També es va casar amb la viuda d'Iltazar (filla del sayyid khoja) i amb dues noies més de l'alta aristocràcia.
El 1813 va preparar una expedició contra el gran Khorasan amb entre 15.000 i 30.000 homes i set canons; els tekes i els göklans turcmans van refusar participar-hi i es va haver de recolzar en els yomuds que no hi tenien gaire interès. En entrar a Pèrsia els va sortir el pas un exèrcit manat per sis kans; després d'un combat menor a Burseh, prop de Gurgan, amb quatre dies d'escaramusses, els dos bàndols van retornar a casa. En la tornada va atacar als göklans i els va fer força presoners; també va atacar als tekes i va incorporar les seves terres de cultiu a Khivà i els va expulsar cap a muntanyes estèrils, havent de comprar allí el gra a alt cost; alguns van emigrar a l'interior del kanat i van rebre terres als canals. Els chaudors turcmans que acampaven prop de Mangishlak van reconèixer la supremacia del kan i molts també es van establir a Khivà. La tranquil·litat en aquesta zona assegurava les caravanes russes que ja no havien de passar pel complicat territori kazakh on els atacs eren més freqüents; això va fer prosperar al kanat.
Vers el 1815 va fer una nova campanya al Khurasan a la zona poblada per turcs (establerts allí per Nadir Shah); va assetjar el fort de Dereguz; com que no aconseguia res, va pactar amb els kurds una aliança contra els qajars. Els kurds li van donar un cos per servir de guàrdia i li van prometre ajut en un atac a Meshed. Però el kan va començar a sospitar dels kurds i després d'un nou atac sense èxit contra Dereguz, es va retirar.
Vers 1817 o 1818 els kurds, amenaçats pels perses, van demanar ajut al kan de Khivà i li van oferir el seu territori a canvi. Els perses llavors van fer la pau amb els kurds i llavors van demanar a Muhammad Rahim la retirada. Aquest es va molestar però se li va prometre que podria conquerir el territori a la mort del xa Fath Ali Shah (1797-1834).
El 1819 el general Yernolof, governador general de Geòrgia, va enviar una expedició al país dels turcmans a l'est de la mar Càspia, i a Khivà, que va dirigir el capità Muravief. Va arribar a Kranovodsk el 19 de setembre. Va pagar un exagerat dret de trànsit als turcmans i va arribar a Khiva el 6 d'octubre on fou rebut per oficials del kan, un dels quals Ali Chapar Allah Berdi que el va allotjar; Muravief era persa de naixement i un temps després fou traslladat a la fortalesa d'Il Gheldi, del notable Khojash Mehrem, on va restar de fet presoner però amb certa llibertat; fou considerat un espia rus i es va convocar un consell per discutir la seva sort i es va decidir que romandria confinat; al cap d'unes setmanes va rebre orde d'anar a Khivà d'on el kan havia estat absent (estava de cacera) i es va allotjar a la casa de Mekfater Agha Yusuf, gran visir del kan on fou ricament alimentat. Muravief explica que el kan treballava de nit i dormia de dia. Li va enviar regals i alguns també pel seu germà Kutlugh Murad Beg i uns dies després fou rebut en audiència que el mateix Muravief descriu en detall, on fou tractat cordialment; la petició per fer el comerç des de Kranovodsk en lloc de Mangishlak no fou atesa al·legant que la ruta des de la segona passava per territori de turcmans subjectes de Pèrsia i no era segura; uns dies després va tenir una segona audiència en la qual Muravief va poder oferir regals al tres principals càrrecs de la cort: el Mekhter Aga (sart), el Kush begi (uzbek) i el Khajash Mekhrem (fill d'un esclau del kan). Poc després va retornar a Rússia i el van acompanyar el Yazbashi i dos altres khivans de noms Ashnazer i Yakubbi com enviats a l'emperador; van arribar a la mar Càspia on un coberta russa els esperava
Fons el 1820 Muhammad Rahim no va tenir cap lluita oberta amb Bukhara encara que algunes vegades les tribus de turcmans saquejaven caravanes bukharianes amb la seva complaença. Però la primavera del 1820 va marxar amb un exèrcit considerable contra la fortalesa de Chardjui que va assetjar un mes durant el qual també foren atacats els tekes turcmans que nomaditzaven per allí. Mentre el kan estava absent en un d'aquestos raids, l'emir de Bukharà va creuar l'Oxus i va prendre una forta posició al congost entre la fortalesa i els khivan absents. Al retorn d'aquestos es va lliurar la batalla i els khivans van obtenir la victòria mercès a la seva artilleria; però després d'això les dues parts es van retirar. L'any següent (1821) els khivans van renovar el seu atac i Haydar Tura va marxar contra ells en persona; els canons van aturar la flotilla corasmia (l'Oxus baixava amb poca aigua; Rahim va enviar a terra a un contingent manat pel seu germà Kutlugh Murad Beg que va ser derrotar els bukharians i els corasmis van haver de retornar.
El 1822, informat per un espia que Haydar Tura havia atacat altre cop als kitai quiptxaqs, va creuar l'Oxus a Hazarasp, va sorprendre la població de Vardausi on va fer molts presoners, i va assegurar Chaidir, poblada per khivans emigrats; va assolar el territori fins a Karakul retornant a casa amb el boti sense haver trobat l'exèrcit bukharià. Als darrers anys es va penedir de les seves guerres amb Bukharà i va enviar ambaixadors a sol·licitar el perdó de l'emir pels conflictes que havien tingut.
Va morir el 1825. A les seves monedes (de les quals se'n coneixen diverses) es titula Muhammed Rahim Bahadur Khan. El va succeir el seu fill gran Allah Kuli Bahadur Khan.
El seu caràcter es descriu de manera variable; Muravief descriu a Muhammad com un monstre cruel que va obrir per la panxa a la seva dona araliana embarassada, li va treure l'infant i el va esmicolar; les seves mesures draconianes van causar que tots els opositors morissin o s'exiliessin. La taxació es va fer a un tipus fix, cosa que va simplificar la tasca recaptadora; l'historiador Abd al-Kerim el considera generós i religiós, i de cap manera un tirà, però després relata que un dels seus ministres, Yar Muhammad, que havia servit molts anys, fou acusat per algunes dones d'haver fet regals a una de les esposes del kan, la filla de Sufi Murad; altres dones van parlar d'un jove parent de Yar Muhammad que havia entrat a les habitacions de la reina (que tenia 14 anys); tot i que el ministre va al·legar que els regal els l'havia fet per manifestar el seu honor i que les seves habitacions eren inassequibles, fou arrestat amb tota la família (36 persones, joves i grans incloent infants de bressol, i tots executats, igual que la jove reina. Badr Khan descriu al kan com capritxós i boig, que un dia concedia favors a una persona i al següent la feia executar sense causa. Bon guerrer amb l'espasa i la llança, i bon genet, personalment valent però inexpert en la guerra; les seves tropes eren valentes però sense disciplina; i les fortificacions de les seves ciutats eren irrellevants. El seu equipatge era pobre i les racions per les seves dones i cavalls eren pesades i les dones havien de vendre el sobrant als mercats per tenir alguns diners. Mollah Murad Ali, un enviat kurd, que va viure a la cort dos anys, descriu al kan com a violent i inconsistent encara que no assedegat de sang com es diu generalment. Era ignorant i desconeixia quasi tot de fora del seu món. Muravief diu que per un temps s'havia donat a la beguda però que quan ell estava allí ja estava més moderat i ja no bevia brandi sinó vinagre i aigua, no anava borratxo i només tenia set dones al seu harem. El seu poble tenia prohibit fumar o beure. Parlava i escrivia corasmi, àrab i persa i sabia alguna cosa de medicina i astrologia. El seu germà el inak dirigia els afers en les seves absències; l'altra germà viu, Muhammad Nasr, tenia un càrrec inferior. Era un gran aficionat als escacs. El seu títol era Taksir (que voldria dir "Corrector d'Errors") i també Khan Khesret, Senyor i Khan Khoja, i tenia un poder absolut. Podia matar a qualsevol i algunes de les morts eren cruels com ser fuetejat a mort o ser espellat viu; els infidels eren enterrats vius; els que fumaven se'ls obria la boca fins a les orelles; millor sort corrien els esclaus que eren massa valuosos per matar-los i per això rebien altres càstigs com ser penjats d'un pal a la porta per un temps o ser mutilats (orelles, nas, llengua...). Entre els seus favorits i havia diversos estrangers, principalment uzbeks procedents de la Xina, i un renegat rus, que portava el títol de Tangri Kuli (Servidor de Déu). La moneda del kanat eren la tilla d'or, la tenga de plata i el puls de coure, però també s'utilitzaven monedes de Bukharà, de Pèrsia i fins i tot holandeses. El kan amagava el ser tresor a les runes de la vella Urgendj. Els uzbeks i turcmans del kanat no pagaven taxes directes i feien servei militar; els de les fronteres del kanat pagaven segons els ramats; hi havia també algunes taxes generals sobre cases, vendes, canals, duanes, i botigues. El comerç estava quasi totalment en mans dels sarts. Els grans propietaris del país mantenien forts de terra o fang amb guarnicions per protegir les seves terres dels lladres i saquejadors. Els esclaus més valorats eren els russos, però en canvi les dones russes no valien gaire i es preferien les perses. El kan tenia terres de cacera que també tenien els seus forts. L'exèrcit no era regular i s'aixecava entre les tribus podent arribar fàcilment a 12.000 homes a cavall i al doble quan era necessari (armant als karakalpaks i als sarts).; no rebien paga i servien com a màxim sis setmanes i normalment un mes. El kan tenia una foneria pels canons, que eren manejats pels presoners russos.